# 维佐斯
维佐斯（法語：Vizos，法語發音：[vizɔs]）是法国上比利牛斯省的一个旧市镇，位于该省南部，属于阿热莱斯加佐斯特区。2017年1月1日，维佐斯并入相邻的萨利戈斯。

## 地理
维佐斯（42°53'25"N, 0°0'49"W）面积2.56 平方千米，位于法国奧克西塔尼大區上比利牛斯省，该省份为法国西南部内陆省份，北至热尔省，西接大西洋比利牛斯省，南与西班牙接壤，东临上加龙省。
与维佐斯接壤的市镇（或旧市镇、城区）包括：萨利戈斯、埃斯基耶兹-塞尔、埃斯泰尔、维耶伊。
维佐斯的时区为UTC+01:00、UTC+02:00（夏令时）。

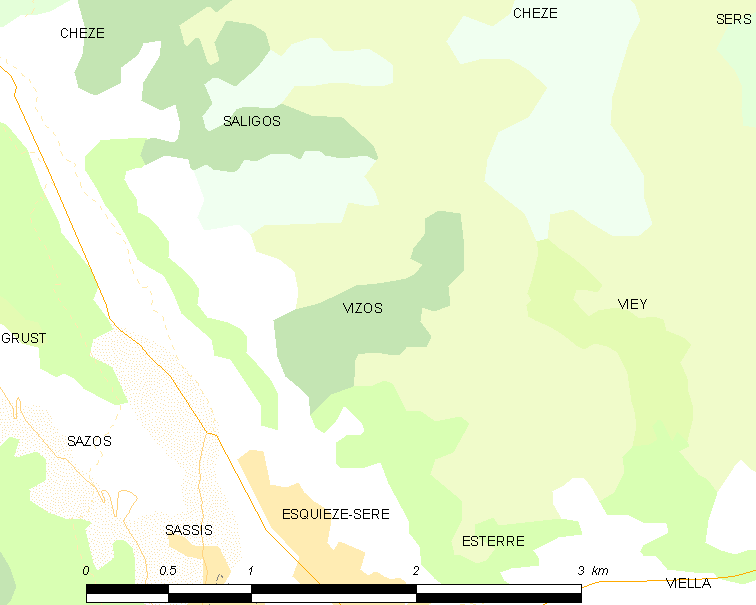
维佐斯的OSM定位图

## 行政
维佐斯的邮政编码为65120，INSEE市镇编码为65480。

## 政治
维佐斯所属的省级选区为激流谷县。

## 人口

1962-2008年间维佐斯人口变化图示

维佐斯于2013时的人口数量为38人。